# Sweet Rosie O'Grady (film 1943)
Sweet Rosie O'Grady è un film statunitense del 1943 diretto da Irving Cummings.